# Stavîșce, Ucraina
Stavîșce (în ucraineană Ставище) este așezarea de tip urban de reședință a raionului Stavîșce din regiunea Kiev, Ucraina. În afara localității principale, nu cuprinde și alte sate.

## Demografie
Componența lingvistică a așezării de tip urban Stavîșce
     Ucraineană (97,94%)
     Rusă (1,78%)
     Alte limbi (0,12%)
Conform recensământului din 2001, majoritatea populației așezării de tip urban Stavîșce era vorbitoare de ucraineană (97,94%), existând în minoritate și vorbitori de rusă (1,78%).